# Agatuccia Pesce
Agatuccia Pesce (? – 1409 után), névváltozatai: Agatuccia de’ Pesci, Agatuccia Pesci, Agata di Pesce, latinul: Agatha Piscibus, cataniai úrnő. Eugénia francia császárné (1826–1920) Agatuccia Pesce 14. (generációs) leszármazottja annak I. (Ifjú) Márton szicíliai királlyal folytatott házasságon kívüli kapcsolatából született lánya, Aragóniai Jolán révén.

## Élete
1402. május 21-én a cataniai Ursino-várban megpecsételték per procuram (képviselők útján) a külföldi követek, egyházi hatalmasságok, bárók és a királyság hivatalnokai jelenlétében I. (Ifjú) Márton szicíliai király második házassági szerződését, ezúttal még a menyasszony hiányában.
Ifjú Márton jövendőbelije, Navarrai Blanka 1402. november 9-én érkezett meg Szicíliába, a házasságot pedig 1402. november 26-án kötötték meg, majd még ugyanaznap Blankát Szicília királynéjává koronázták a palermói székesegyházban.
Az új házassággal meg kellett oldani ifjú Márton házasságon kívül született gyermekeinek a sorsát is, aminek az elrendezését az édesanyja, Luna Mária aragón királyné vállalta magára. 
Nagy valószínűséggel a cataniai Ursino-vár egyik gyönyörű termében szórakozott mindig Ifjú Márton számos szép és fiatal cataniai szeretőjével. Egyiküknek, Agatuccia Pesce úrnőnek, akivel a királynak a szerelmes találkozásairól maga Blanka is nyilvánvalóan tudott, biztosított 12 arany fizetséget, ahogy a megcsalt feleség, Blanka királyné fogalmazott: "a hallatlan Jolán úrnőnek, a fenséges szicíliai király, a mi tiszteletre méltó férjünk természetes lányának" a támogatására, akinek Agatuccia úrnő volt az anyja. 
Ifjú Márton a kényes feladatot Francesc de Casasaja barcelonai kereskedőre és királyi tanácsosra bízta. 1403. szeptember 21-én írt neki, és megbízta azzal, hogy vigye őket Aragóniába, és helyezze őket az édesanyja, Luna Mária királyné felügyelete alá. A két kis királyi sarj, a fent említett Aragóniai Jolán, valamint Aragóniai Frigyes, aki Tarsia Rizzaritól született, ettől fogva a nagyanyjuk gondjaira lett bízva, és az aragóniai udvarban nevelkedett. Ifjú Márton király lépéseket is tett a törvényesítésük érdekében.
Ifjú Mártonnak a fia révén nem maradtak utódai, viszont az Agatuccia Pesce úrnőtől született lánya, Jolán révén számos leszármazottja maradt, akik viszont nem vitték tovább az Aragón Korona országainak és Szicíliának a királyi címeit. Utódai között szerepel Eugénia francia császárné (1826–1920), aki Ifjú Márton és Agatuccia Pesce 14. (generációs) leszármazottja.

## Gyermeke
- Házasságon kívüli kapcsolatából I. (Ifjú) Márton (1374/75/76–1409) szicíliai királlyal, 1 leány:
  - Jolán (Jolanda d’Aragona) (–1428 /körül/) /törvényesítve/, 1. férje Enrique de Guzmán (1371. február 20. – 1436. október 31.), Niebla grófja, Sanlúcar de Barrameda ura, II. Henrik kasztíliai király unokája egy házasságon kívül született lányától, Kasztíliai Beatrixtól, eltaszítva, gyermekei nem születtek,[9] 2. férje Martín Fernández de Guzmán, Alvár Pérez de Guzmánnak, Orgaz 6. urának a fia, 3 leány:
    - (2. házasságából): Katalin (Catalina de Aragón y Guzmán) (1425 körül–?), la Torre de Hortaleza úrnője, férje Juan del Castillo Portocarrero (1425 körül–?), Santa María del Campo és Santiago de la Torre ura, 2 gyermek:
      - Bernardino del Castillo Portocarrero, Santa María del Campo és Santiago de la Torre ura (voltak utódai)
      - Luisa de Aragón y del Castillo (1450 körül–?), férje Juan Ramírez de Guzmán y Mendoza, Castañar ura, 1 leány:
        - Catalina de Aragón y Guzmán, férje Francisco de Guzmán, 1 fiú:
          - Lope de Guzmán y Aragón, felesége Leonor Enríquez de Guzmán, 2 leány, többek között:
            - María de Guzmán y Aragón, férje Alonso de Luzón, 2 leány, többek között:
              - María de Aragón, Castañeda 2. őrgrófnője, férje Sancho de Monroy, 1 leány:
                - María Leonor de Monroy, Castañeda 3. őrgrófnője, férje José Funes de Villalpando (–1684), Osera őrgrófja, 1 leány:
                  - María Regalada de Villalpando, Osera 4. őrgrófnője, 1. férje Diego Gómez de Sandoval de la Cerda (1631 körül–1668), Lerma 5. hercege, gyermekei nem születtek, 2. férje Cristóbal Portocarrero de Guzmán Enríquez de Luna (1638–?), Montijo 4. grófja, 2 fiú, többek között:
                    - (2. házasságából): Cristóbal Portocarrero (1693–1763), Montijo 5. grófja, felesége María Dominga Fernández de Córdoba (1693–1747), Teba 12. grófnője, 1 fiú:
                      - Cristóbal Portocarrero (1728–1757), Montijo 6. grófja, felesége María Josefa López de Zúñiga (1733–?), 1 leány:
                        - Mária Francisca Portocarrero (1754–1808), Montijo 7. grófnője, férje Felipe Antonio de Palafox (1739–1790), 7 gyermek, többek között:
                          - 1.3.1.2.1.1.1.1.1.1.1.1.1.1. Cipriano de Palafox (1784–1839), Montijo grófja, felesége María Manuela Kirkpatrick (1794–1879), 2 leány, többek között:
                            - Eugénia francia császárné (1826–1920)

    - (2. házasságából) Ágnes (Agnes de Aragón y Guzmán), férje N. Suarez de Vargos
    - (2. házasságából) Marina (Marina de Aragón de Guzmán), férje Pedro de Vargos